# OK (gesto)

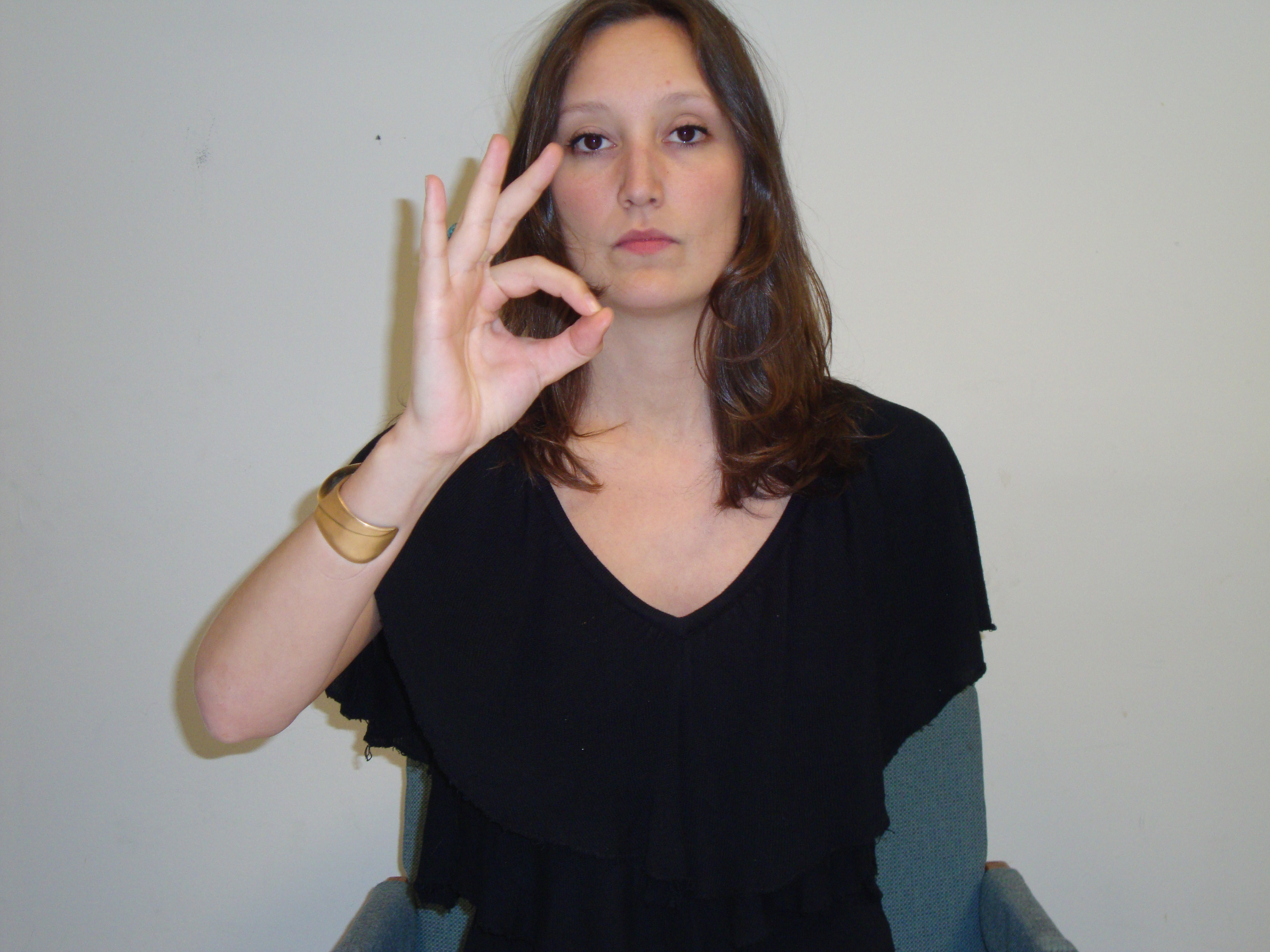
Sinal de OK

OK, é ao mesmo tempo uma expressão (derivada do Okay), e um gesto feito com a mão unindo as pontas do polegar e do indicador em um círculo, mantendo os outros dedos retos ou relaxados no ar.

## Significados

### Conotação positiva

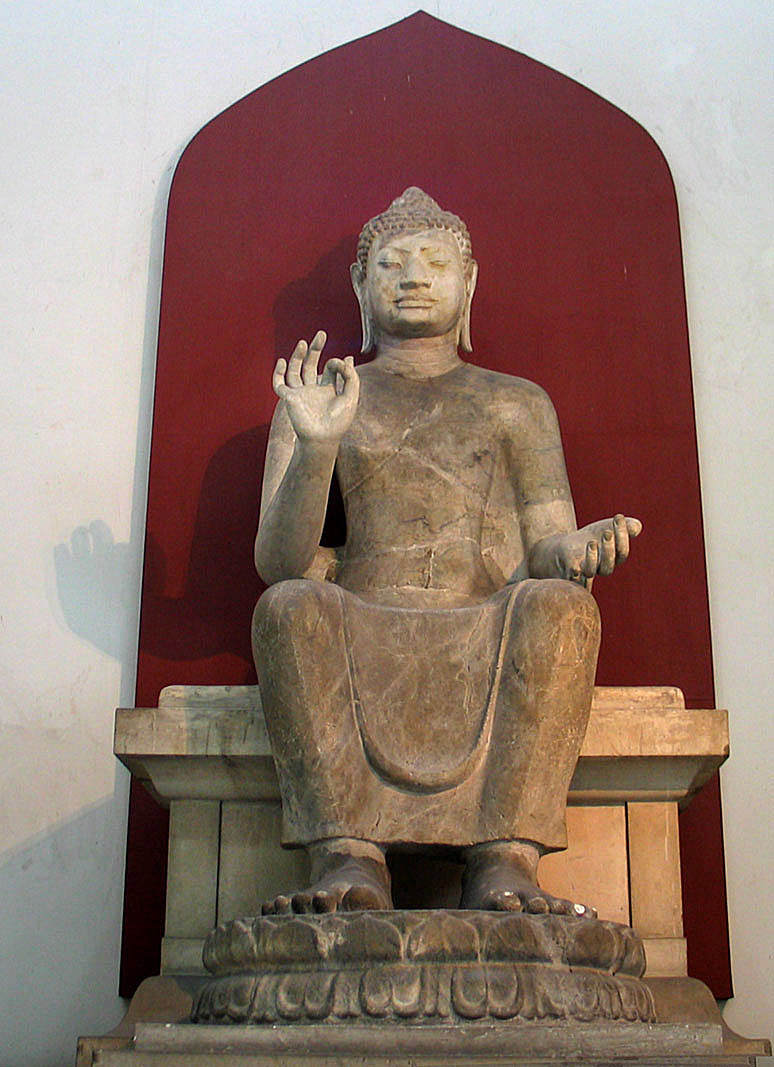
Buda, Vitarka Mudrā

Um gesto semelhante, o Vitarka Mudrā ("mudra de discussão") é o gesto de discussão e transmissão de ensinamentos budistas.

### Conotação neutra

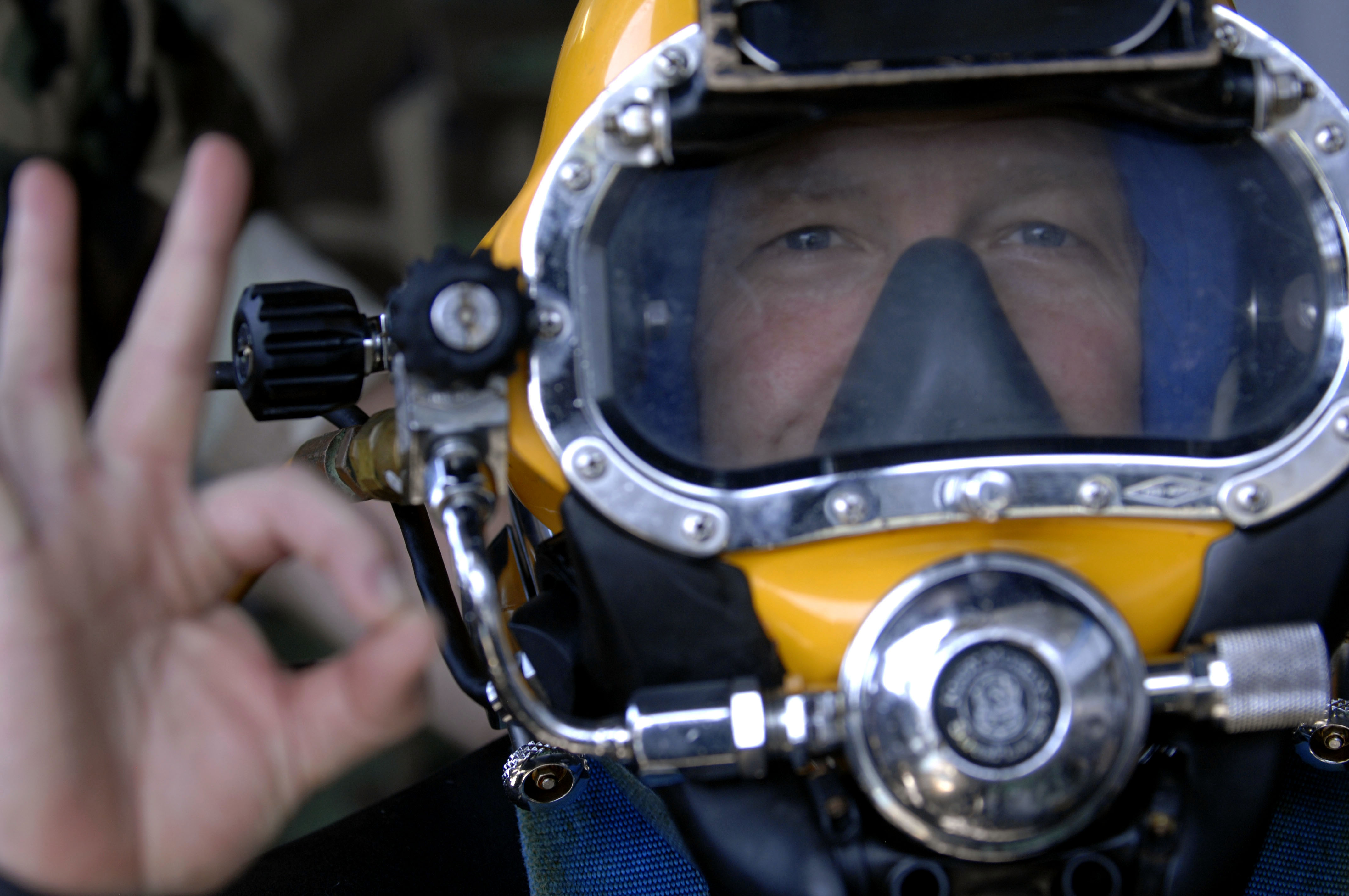
Sinal de mergulho para "Eu estou bem" ou "Você está bem?"

Em mergulho submarino, significa ao mesmo tempo Você está bem?, e sua resposta Sim, eu estou bem, ou apenas OK.
No Japão, quando utilizado com o dorso da mão voltado para baixo e o círculo virado para a frente, significa dinheiro; e na França significa zero. Na Austrália e em Portugal, pode significar tudo bem ou zero.

### Conotação negativa
Embora seja positivo em alguns países, em certas partes da Europa central e do sul (mas, não em Espanha ou Portugal), o gesto é considerado ofensivo, sugerindo que algo (ou alguém) é desprezível e sem valor (como em você é um zero ou você não é nada). Em alguns países do Mediterrâneo, como na Turquia, assim como no Brasil (quando utilizado com o dorso da mão voltado para baixo e o círculo virado para a frente), representa expressões vulgares: ou um insulto (você é um idiota) ou um calão para ânus (algo equivalente a mostrar o dedo médio). Pelo mesmo simbolismo, ele representa uma expressão vulgar para a prática da homossexualidade masculina ou sodomia heterossexual em vários países sul-americanos.
No mundo árabe, este sinal é usado como um gesto ameaçador, como ao dizer: "Você verá".

#### Símbolo da supremacia branca

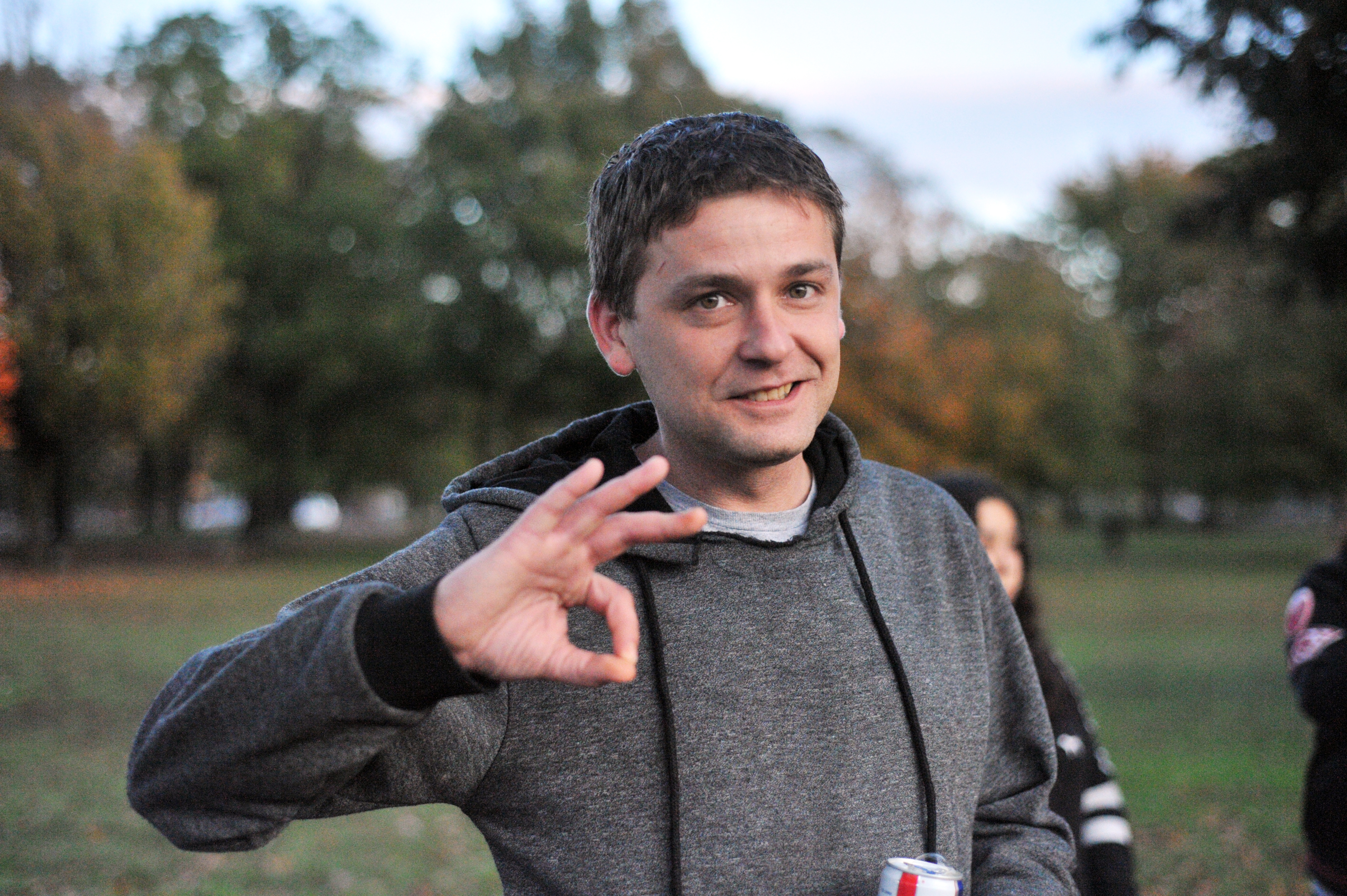
Líder do Philladelphia Proud Boys Zach Rehl em Novembro de 2020

Em 2017, os utilizadores do site de quadro de mensagens 4chan pretendiam convencer os meios de comunicação e outras pessoas de que o gesto OK estava a ser utilizado como um símbolo de supremacia branca. De acordo com The Boston Globe, os utilizadores no quadro do 4chan's /pol/ ("Politicamente Incorreto") foram instruídos em fevereiro de 2017 para "inundar o Twitter e outros sites de comunicação social alegando que o sinal OK é um símbolo de supremacia branca", como parte de uma campanha apelidada de "Operação O-KKK".

A associação do gesto com a supremacia branca deriva da afirmação de que os três dedos sustentados se assemelham a um 'W' e o círculo feito com o polegar e o indicador se assemelham à cabeça de um 'P', juntos representando o "White Power", "Poder Branco". Enquanto alguns membros da direita alternativa utilizaram o símbolo após o lançamento da campanha 4chan, inicialmente permaneceu ambíguo quer fosse ou não utilizado para comunicar a adesão genuína à supremacia branca, ou com motivos deliberados ironia. A Anti-Defamation League (ADL) escreveu em Maio de 2017:
Será que o simples gesto de mão "OK" do polegar e do indicador se tornou um sinal de mão supremacista branco comum? Não exatamente, mas tornou-se um gesto popular utilizado por pessoas de vários segmentos da direita e da extrema-direita - incluindo alguns supremacistas brancos reais - que geralmente o utilizam para desencadear reações. [...] Só se o gesto ocorrer em contexto com outros indicadores claros de supremacia branca é que se pode tirar essa conclusão.
Em Setembro de 2019 a ADL mudou a sua posição, acrescentando o gesto OK à sua base de dados "Hate on Display". Segundo a ADL, até 2019 alguns supremacistas brancos tinham começado a usar o símbolo OK "como uma expressão sincera da supremacia branca", e muitos supremacistas brancos reconheceram o uso do símbolo como um gesto de "poder branco". Várias pessoas foram acusadas de uso genuíno do símbolo em apoio à ideologia da supremacia branca:
- Em Abril de 2017, o blogueiro e comentador político Mike Cernovich fez o gesto enquanto posava para uma fotografia na Casa Branca.[17]
- Em Julho de 2018, quatro policiais em Jasper, Alabama foram suspensos por uma semana por fazerem o gesto enquanto posavam para uma foto de grupo.[19]
- Em Setembro de 2018, a Guarda Costeira dos EUA disciplinou um funcionário que fez este gesto de forma conspícua no fundo de um noticiário.[20][21]
- Em Março de 2019, a Tenente Governadora Idaho Janice McGeachin recebeu críticas consideráveis por posar com membros do grupo de milícias de direita 3 Percenter fora do seu gabinete, que fizeram o gesto com a palma da mão para dentro.[22][23][24]
- Em Março de 2019, o terrorista Brenton Tarrant exibiu o sinal às câmaras num tribunal da Nova Zelândia durante a sua acusação pelo tiroteio fatal de 50 pessoas na mesquita do Atentado de Christchurch.[25][26]
- Em Maio de 2019, um fã dos Chicago Cubs foi banido de Wrigley Field por usar o gesto por detrás do comentador negro, Doug Glanville, durante uma reportagem televisiva.[27]
- Em Maio de 2019, a escola Oak Park and River Forest High School de Chicago gastou 53.000 dólares para reimprimir o seu anuário depois de 18 estudantes terem mostrado o sinal OK nas fotografias. Funcionários da escola declararam que a associação do símbolo à supremacia branca poderia pôr em risco a reputação dos estudantes e as perspectivas futuras da faculdade e do emprego, pelo que estariam a retirar as fotografias do anuário na sua forma reimpressa.[28]
- Em Outubro de 2019, um ator que retratava a personagem Gru de Despicable Me foi despedido pelo parque temático Universal Orlando, por exibir o gesto numa fotografia com uma criança biracial. A fotografia mostrava o ator vestido de pé atrás da criança enquanto fazia o gesto OK no seu ombro.[29][30]
- Em Janeiro de 2020, o perpetrador do tiroteio na mesquita Bærum exibiu a saudação nazi e o sinal OK durante uma audiência em tribunal.[31] Repetiu o uso do sinal no início do seu julgamento.[32]